# ثوم نسيجي
ثوم نسيجي (الاسم العلمي: Allium textile) هو نوع من النباتات يتبع جنس الثوم من فصيلة النرجسية.